# Rittergut Schlüsselburg

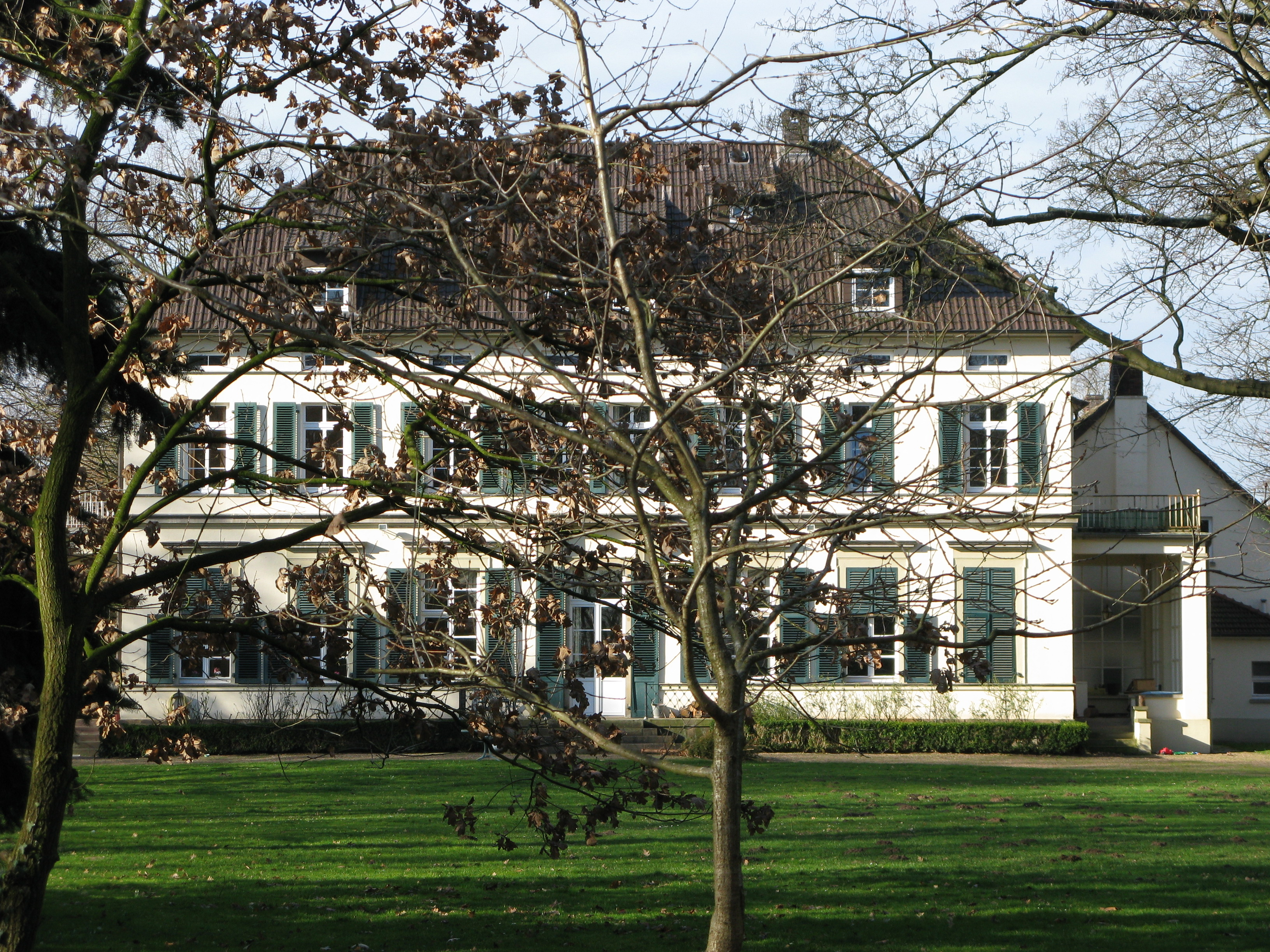
Herrenhaus

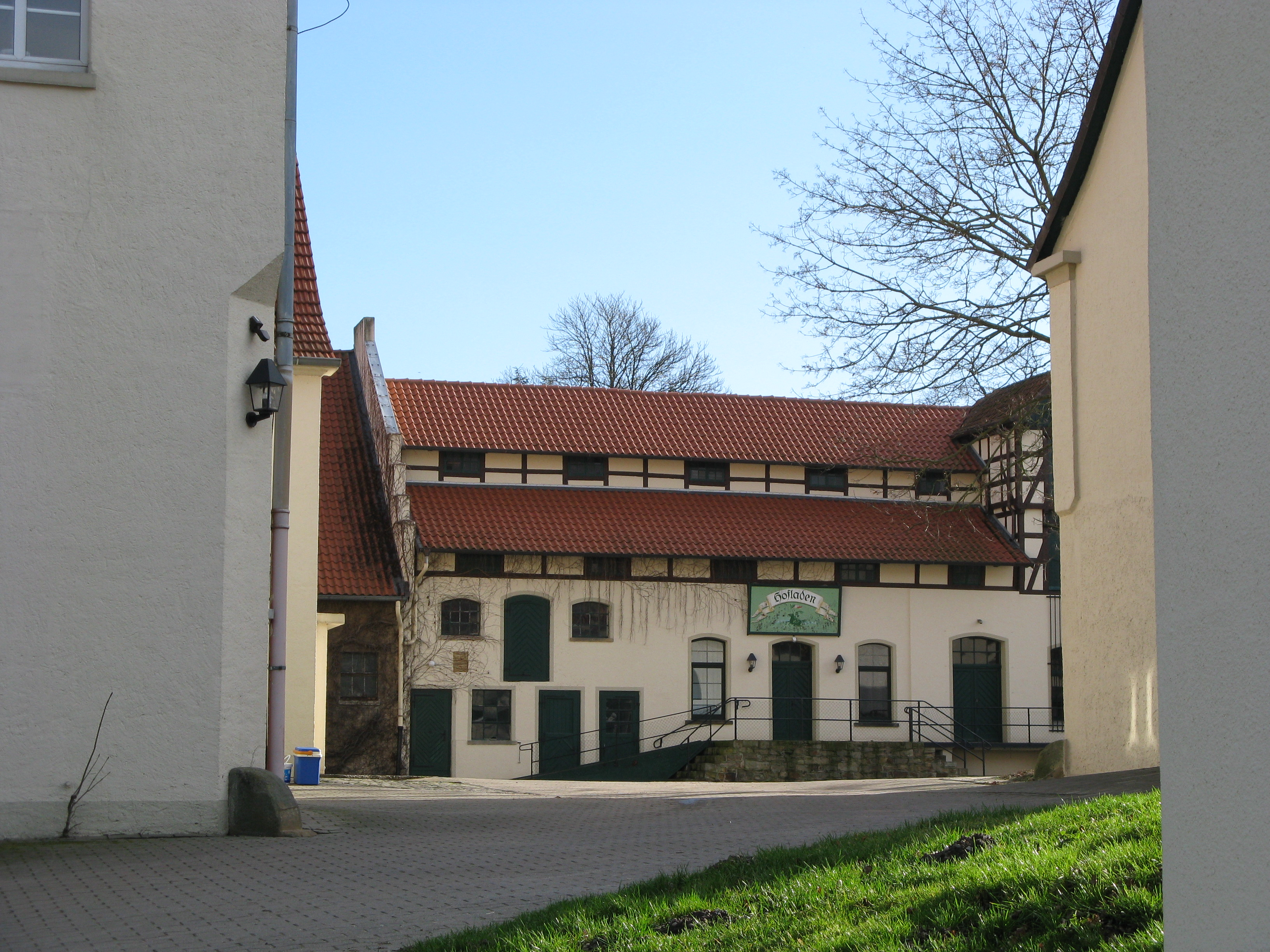
Wirtschaftsgebäude

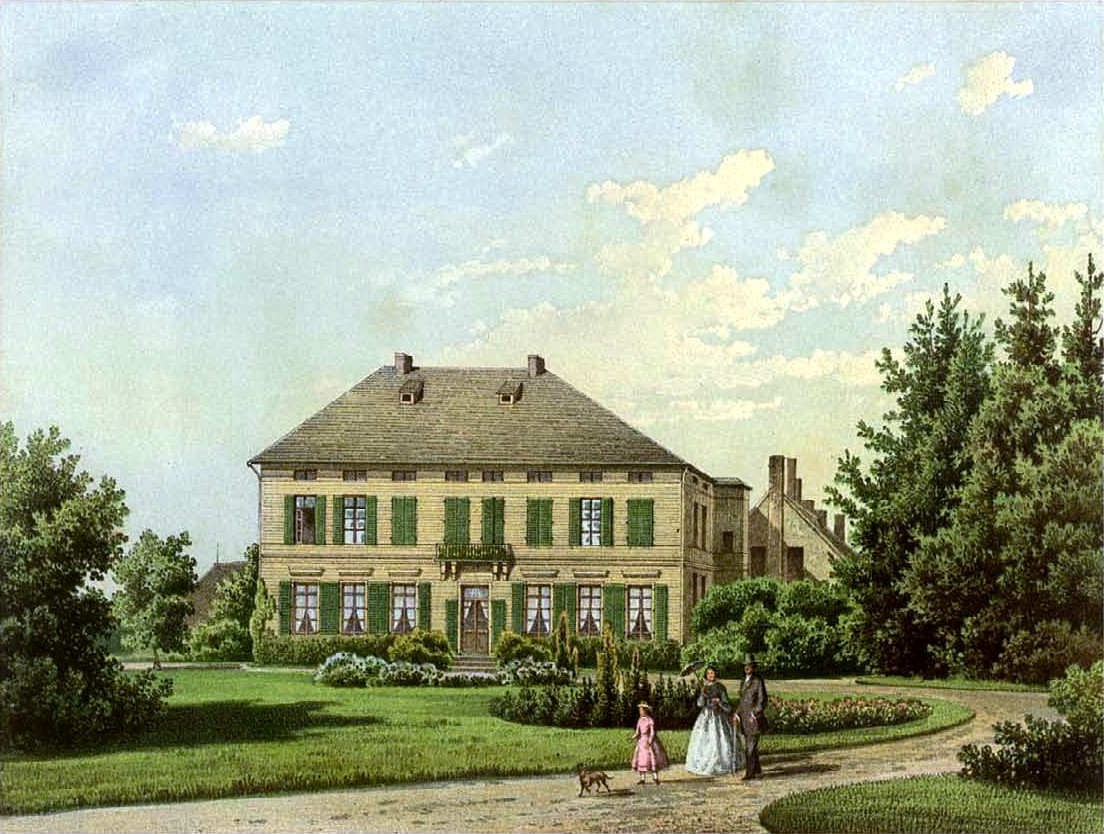
Rittergut Schlüsselburg um 1860, Sammlung Alexander Duncker

Das Rittergut Schlüsselburg ist ein ostwestfälisches Herrenhaus und liegt am rechten Weserufer in der Ortschaft Wasserstraße der Stadt Petershagen im Kreis Minden-Lübbecke.

## Geschichte
Die Geschichte des Gutes ist mit der Geschichte der ehemaligen preußischen Domäne in Schlüsselburg (mit Amtssitz auf der Burg Schlüsselburg) verknüpft. Die Burg war im Mittelalter bischöflich und gehörte mit dem Umland dem Hochstift Minden. Zu dieser Domäne gehörte auch das auf dem rechten Weserufer gelegene Vorwerk Hühnerberg. 1822 kaufte Johann Georg von Möller die Staatsdomäne, 1828 übernahm sie der Mindener Sanitätsrat Adolf von Möller und errichtete das Gut auf dem Vorwerk. 1848 wurden das zweigeschossige, spätklassizistische Herrenhaus und die Wirtschaftsgebäude errichtet. Bis 1918 waren die Nachfolger Möllers Besitzer des Gutes. Von 1918 bis 1931 war Landrat Busso Bartels Eigentümer des Gutes, das er 1931 an den Fabrikanten Gustav Windel aus Bielefeld verkaufte. Das Rittergut Schlüsselburg ist noch heute im Besitz der Familie, die den Betrieb weiterhin bewirtschaftet.

## Heutige Nutzung
Das Gut befindet sich in Privateigentum und ist nicht öffentlich zugänglich. Auf dem Gut werden Ackerbau, Viehhaltung, Spargeldirektvermarktung und Vermittlung von landwirtschaftlichen Fachkräften betrieben. Außerdem werden Wohnungen, Ferienwohnungen und ein großer Festsaal vermietet.